# Peposo
Le peposo est un plat toscan typique originaire d'Impruneta, en Italie. Son nom complet est peposo all'imprunetina mais parfois on l'appelle aussi peposo alla fornacina. Il s'agit d'un ragoût de bœuf auquel on ajoute une grande quantité de poivre et du vin (généralement du chianti). Le poivre fait toute la différence avec les autres ragoûts de bœuf comme le bœuf bourguignon.

## Histoire
La genèse du plat vient des fourneaux d'Impruneta, commune toscane réputée pour ses poteries et son artisanat de la terre cuite, située à 14 km au sud de Florence. Au XVe siècle, les fornacini, les travailleurs chargés de la cuisson dans les fours, auraient mis au point la technique consistant à faire mijoter longuement de bas morceaux de viande de bœuf dans une cocotte en terre cuite placée à l'entrée du four.
Sur le chantier du dôme de la cathédrale Santa Maria del Fiore, qui nécessita la fabrication de 4 millions de briques, Filippo Brunelleschi (1377-446) autorisa la préparation de ce plat pendant le travail et sa livraison dans des cantines aménagées sur les échafaudages,,.
Pour couvrir l'odeur d'une matière première pas toujours très fraîche, une généreuse dose de vin rouge et de grains de poivre, à la puissance aromatique et aux propriétés antiseptiques, était ajoutée. Les grains de poivre, considérés à l'époque comme une épice précieuse, n'étaient pas concassés car on s'en resservait pour plusieurs cuissons. La longue cuisson aurait attendri et aromatisé même les viandes les plus coriaces, dégustées servies sur d'épaisses tranches de pain qui s'imbibaient de sauce.
La dénomination de la préparation du peposo all'imprunetina, dont la marque est déposée auprès de l'Office des marques et des brevets de la Chambre de commerce de Florence, est réservée au produit obtenu conformément à la discipline de production.

## Préparation
Seuls du bœuf élevé en Toscane, coupé dans le muscle ou la joue, des grains de poivre, de l'ail (facultatif), du chianti et du sel sont utilisés pour préparer ce plat.

## Variantes
Il existe également une variante plus moderne appelée peposo alla viareggina, réalisée avec des pieds de veau ou de porc et des grains de poivre extraits du salami.
Le peposo s'est modernisé au fil des siècles et certaines versions incluent un soffritto (oignons, carotte, céleri) en début de cuisson, d'autres épices que le poivre (clous de girofle, baies de genièvre) et des herbes aromatiques (laurier, thym, romarin).
Il peut être réalisé dans une cocotte en fonte.